# Arthur de Claparède
Arthur de Claparède, född 4 april 1852 i Genève, död där 13 december 1911, var en schweizisk geograf, kusin till Alfred de Claparède.
Claparède var 1874-83 diplomat och från 1900 docent i geografi vid universitetet i Genève. Han gjorde talrika resor till Östasien och Nordafrika samt var ordförande vid nionde internationella geografiska kongressen i Genève 1908. Bland hans skrifter märks Au Japon: Notes et souvenirs (1889), vilken återutgavs 2009.